# Pelecinellidae
Pelecinellidae es una pequeña familia de avispas calcidoides, anteriormente tratadas como la subfamilia Leptofoeninae dentro de Pteromalidae. Ellos, como muchos calcidoides pequeños, son brillantemente metálicos.
La subfamilia contiene tres géneros; Nefoenus, Doddifoenus (con cuatro especies) y Leptofoenus (con cinco especies existentes). La especie Doddifoenus wallacei es la avispa chalcidoide más grande conocida, alcanzando casi 5 cm (2,0 pulgadas) de longitud (incluyendo el ovipositor).
La primera especie de pelecinélido conocida a partir del registro fósil, Leptofoenus pittfieldae, fue descrita en 2009 por Michael S. Engel a partir de un espécimen encontrado en ámbar dominicano .